# 庄司紗矢香
庄司 紗矢香（しょうじ さやか、1983年1月30日 - ）は、東京都国分寺市出身の、日本のヴァイオリニスト。1999年、パガニーニ国際ヴァイオリン・コンクールにて史上最年少で優勝。

## 人物・来歴

### 幼少時代
東京に生まれた。画家である母の留学に伴い、3歳からイタリア・シエーナに移り、2年間暮らす。最初ピアノを習っていたが、キジアーナ音楽院のコンサートでヴァイオリン演奏を見たことがきっかけとなり、5歳からヴァイオリンを始めた。
帰国後、国分寺市内の小学校に進み、1994年、6年生の時に第48回全日本学生音楽コンクール東京大会、全国大会で第1位を獲得した。

### ヨーロッパ留学
1995年、キジアーナ音楽院において、ヴァイオリンをウート・ウーギ、室内楽をリッカルド・ブレンゴーラに学び、1997年にはイスラエルより奨学金を得てシュロモ・ミンツに学んだ。同年、14歳でリピンスキ・ヴィエニヤフスキ国際コンクール・ジュニア（17歳未満）部門で日本人として初めて優勝し、ルツェルン音楽祭にルドルフ・バウムガルトナー指揮ルツェルン音楽祭弦楽合奏団のソリストとして出演した。
また、リピンスキ・ヴィエニヤフスキ・コンクールで審査員を務めていたザハール・ブロンに声を掛けられ、1998年以降、ケルン音楽大学でブロンに師事する。同年からヨーロッパを拠点に活動している。
また、同年、ルツェルン音楽祭弦楽合奏団とヨーロッパ演奏旅行を行い、ウィーン・ムジークフェラインザールでウィーン・デビューを果たした。
1999年、第46回パガニーニ国際ヴァイオリン・コンクールに同コンクール史上最年少、かつ日本人として初めて優勝した（同時にエンリコ・コスタ博士記念賞、マリオ・ルッミネッリ記念賞も受賞）。
2004年、ケルン音楽大学を卒業し、翌年パリに移った。

## 近年の活動
2000年、ズービン・メータにその才能を認められ各地でオーケストラと協演、ドイツ・グラモフォンと専属契約を結んだ。その後ユーリ・テミルカーノフ、ロリン・マゼール、ウラディーミル・アシュケナージ、シャルル・デュトワ、ヴォルフガング・サヴァリッシュ、ネヴィル・マリナー、リッカルド・シャイー、コリン・デイヴィス、チョン・ミュンフン、ピンカス・ズッカーマン、エリアフ・インバル、ガリー・ベルティーニ、ウラディーミル・スピヴァコフ、ルチアーノ・ベリオ、ユーリ・バシュメットなどと共演。ヨーロッパを中心に、日本、アメリカ、南米、ロシア、イスラエルで定期的に活動している。
- 2001年 テミルカーノフ指揮ボルティモア交響楽団とバービカン・センターにてロンドンデビュー、ルーヴル美術館にてパリでのリサイタル・デビューを飾った。ヴェルビエ音楽祭に初登場、以来同フェスティバルでラン・ランやヴァディム・レーピン、ミッシャ・マイスキー、ミハイル・プレトニョフ、リン・ハレル、イェフィム・ブロンフマン、エレーヌ・グリモー等と室内楽で共演している。
- 2002年 デュトワ指揮NHK交響楽団の定期演奏会でショスタコーヴィチのヴァイオリン協奏曲第1番で共演。テルアビヴで行われた「アイザック・スターン・メモリアル・コンサート」でズービン・メータ指揮イスラエル・フィルと再共演。また、ザルツブルクではマリス・ヤンソンス指揮ベルリン・フィルとの共演も果たした。
- 2003年1月 メータ指揮ロサンジェルス・フィル定期公演に出演し、本格的なアメリカ・デビューを果たした。また、7月に東京都交響楽団とマックス・レーガーのヴァイオリン協奏曲を日本初演。
- 2004年10月 マゼール指揮ニューヨーク・フィル定期公演にてニューヨーク・デビューを飾った。11月にはセミヨン・ビシュコフ指揮ケルン放送交響楽団とヨーロッパ・ツアーに参加した。富士ゼロックスのCMに起用され、ヒューマン・ビートボクサーのAFRAとセッションを行った。
- 2005年11月 チョン・ミュンフン指揮東京フィルハーモニーとアジア・ツアーで共演。
- 2006年 ビシュコフ指揮ケルン放送交響楽団と南米ツアー。ロジャー・ノリントン指揮NHK交響楽団の定期演奏会では、ベートーヴェンのヴァイオリン協奏曲（カデンツァは庄司による自作）を演奏し、同年のN響ベスト・ソリストに選ばれた。
- 2007年 テミルカーノフ指揮サンクトペテルブルク・フィルハーモニー交響楽団とヨーロッパ・ツアーに参加した。テレビ番組「情熱大陸」に出演。
- 2008年 パリのサル・プレイエルにてチョン・ミュンフン指揮フランス国立放送フィルハーモニー管弦楽団定期演奏会でストラヴィンスキーの協奏曲を演奏した他、テミルカーノフの招きでロンドン交響楽団の定期演奏会に出演。また、アントニオ・パッパーノ指揮ローマ聖チェチーリア音楽院管弦楽団とローマ、およびスペインで共演した。サンクトペテルブルクでは、テミルカーノフ70歳祝祭コンサートに出演。パーヴォ・ヤルヴィとシンシナティにて初共演。
- 2009年 ミラノでスカラ座管弦楽団と初共演。大阪フィルハーモニー交響楽団、NHK交響楽団と演奏したリゲティのヴァイオリン協奏曲は高い評価を得た[2]。テレビ番組「トップランナー」に出演。
- 2010年 テミルカーノフとフィルハーモニア管弦楽団の定期演奏会に出演。ジャンルカ・カシオーリと共演、録音を開始する。
- 2012年 サンクトペテルブルクにてテミルカーノフ、サンクトペテルブルク・フィルハーモニー交響楽団とプロコフィエフのヴァイオリン協奏曲を録音した。
- 2013年 プラハの春音楽祭に初出演。また、ウィーンにて大野和士指揮ウィーン交響楽団と共演後、日本ツアーに同行した。
- 2017年　テミルカーノフとサンクトペテルブルク・フィルハーモニー交響楽団とベートーヴェン/シベリウスのヴァイオリン協奏曲を録音
- 2018年　トーンキュンストラー管弦楽団とウィーン楽友協会でのバーンスタイン100周年記念公演にて共演。
- 2021年　ロンドンBBCプロムスにデビュー。クリーヴランド管弦楽団デビュー。
- 2022年　テルアヴィブにてラハヴ・シャニ指揮イスラエル・フィルと再共演。
- 2024年　フランクフルト放送響とフランクフルトデビュー。　サロネンの指揮でサンフランシスコ交響楽団と初共演。
- 2025年クリーヴランド管弦楽団と再共演。トーンキュンストラー管弦楽団とウイーン楽友協会で再共演。

2001年4月から2009年6月まで日本音楽財団から1715年製ストラディバリウス「ヨアヒム」を長期貸与されていた。今の使用楽器は、1729年製ストラディヴァリウス「レカミエ」である。

### 音楽の視覚的表現
2009年、クラシック音楽からインスピレーションを得た絵画と映像作品の個展"Synesthesia"（共感覚）を開催。庄司は、ヴァイオリン演奏が「第一のインタープレテーション（解釈）」とするなら、視覚的表現は「第二のインタープレテーション」であると語っている。

## ディスコグラフィー
- パガニーニ「ヴァイオリン協奏曲第1番」他（2000年10月25日）
- ルーヴル（パリ）・リサイタル（2001年11月3日）
- プロコフィエフ「ヴァイオリンソナタ第1番、第2番」他（2004年3月3日）
- メンデルスゾーン「ヴァイオリン協奏曲ホ短調」、チャイコフスキー「ヴァイオリン協奏曲ニ長調」（2006年3月29日）
- prelude - SAYAKA （2007年8月15日）
- ベートーヴェン「ヴァイオリンソナタ第2番、第9番《クロイツェル》」（2010年10月20日）
- バッハ「無伴奏ヴァイオリンのためのパルティータ第1番・第2番、ソナタ第1番」、レーガー「シャコンヌ」他（2011年2月11日）
- ショスタコーヴィチ「ヴァイオリン協奏曲第1番、ヴァイオリン協奏曲第2番」（2012年2月11日）
- ベートーヴェン「ヴァイオリンソナタ第1番、第3番、第4番」（2012年9月26日）
- ベートーヴェン「ヴァイオリンソナタ第7番、第8番」（2012年9月26日）
- プロコフィエフ「ヴァイオリン協奏曲第1番、第2番」他（2014年1月22日）
- ベートーヴェン「ヴァイオリンソナタ第5番《春》、第6番、第10番」（2015年5月20日）
- 《雨の歌》 LIVE モーツァルト・シューベルト・ブラームス（2015年10月21日）
- ベートーヴェン「ヴァイオリン協奏曲」、シベリウス「ヴァイオリン協奏曲」（2018年9月26日）
- モーツァルト「ヴァイオリンソナタ第28番、第35番、第42番」（2022年11月16日）
- モーツァルト「ヴァイオリンソナタ第25番、第34番、第40番」（2024年2月14日）

## 受賞歴
- 1994年 全日本学生音楽コンクール 小学校の部 全国大会 第1位
- 1995年 プレミオ・モーツァルト 金賞
- 1997年 リピンスキ・ヴィエニヤフスキ国際コンクール＜17歳未満のジュニア部門＞ 第1位
- 1999年
  - ヴィオッティ・ヴァルセジア コンクール 第1位
  - 第46回パガニーニ国際ヴァイオリン・コンクール 第1位 及び マリオ・ルミネッリ賞とレナート・デ・バルビエリ賞 受賞
  - 都民文化栄誉章
- 2000年 出光音楽賞
- 2007年 ホテルオークラ賞。ワシントン賞
- 2010年 芸術選奨新人賞
- 2016年 毎日芸術賞